# ارفئوس سیاه
ارفئوس سیاه (به انگلیسی: Black Orpheus) یک مجلهٔ ادبی-انتقادی بود که درسال ۱۹۵۷ و با همت یولی بی‌یر (نویسندهٔ نیجریه‌ای) بنیانگذاری شد. نام این مجله برداشتی بود از مقاله‌ای به همین نام که ژان پل سارتر در سال ۱۹۴۸ در حمایت از جنبش ضداستعمارگری سیاه‌پوستان نوشته بود.

شعار مجله «کاتالیزوری قدرتمند برای بیداری هنری غرب آفریقا» بود که در حقیقت نویسندگان ارفئوس سیاه بدنبال بیداری و آگاه‌سازی مردم سیاه و مقابله با استعمار، بردگی، فقر و بیسوادی در آفریقای غربی می‌گشتند. بعدها با اضافه شدن متفکران دیگری چون امه سزر و لئوپولد سدار سنگور به این مجله، دامنه و اهداف آن گسترش پیداکرد و مطالب برای آفریقایی‌های فرانسوی زبان نیز در دسترس شد.